# Rheinhafen Rheinfelden
Der Rheinhafen Rheinfelden ist ein Rheinhafen in Rheinfelden in Baden-Württemberg und als Stromhafen angelegt.

## Lage
Der Binnenhafen liegt im Ortsteil Warmbach südwestlich des Stadtgebietes bei Rheinkilometer 149,4 rechts am Hochrhein. 100 m nördlich verläuft die Bundesstraße 34, zu der eine ungeregelte Bedarfsauffahrt besteht.
Die Bahntrasse der Hochrheinbahn führt 280 m nördlich am Hafen vorbei; es gibt aber kein Anschlussgleis und es besteht dort auch keine Verlademöglichkeit.

## Geschichte
Der Hafen wurde 1933 mit zunächst 50 m gespundeter Kailänge eröffnet und erzielte bereit im ersten Jahr einen Umschlag von 60.000 Tonnen. Schnell gewann er an Bedeutung durch den Umschlag der Rohstoffe für die damals „kriegswichtige“ Aluminiumindustrie (Aluminium Rheinfelden) am Ort. Die Anlagen blieben im Zweiten Weltkrieg intakt und wurden am 25. April 1945 kampflos an die französische Besatzungsmacht übergeben. 1952 wurde das Gelände an die Bundesrepublik Deutschland zurückgegeben.
2012 wurde die Sanierung der in die Jahre gekommenen Anlagen beschlossen und 2014 ausgeführt. Unter anderem wurde die Kaimauer auf 150 m verlängert.

## Infrastruktur
Die Firma Rhenus schlägt Güter und Rohstoffe wie Aluminium, Rheinsand, Kies, Lava, Eisenerzkonzentrat, Anthrazit und Quarzsand im Volumen von jährlich 150.000 bis 250.000 Tonnen um.
Am Hafen stehen ein Drehkran, ein Halbportalkran und Verladesilos zur Verfügung. Zusätzlich zu der befestigten Kaimauer gibt es weitere 40 m geböschtes Ufer, zwei Landungsstege und zusätzliche Dalben. 
Der Hafen ist für Gütermotorschiffe mit einer Abladetiefe bis zu 2,5 m geeignet.
Für die Freizeitschifffahrt bestehen 2,5 km stromabwärts bei Rheinkilometer 152 rechts eine gesonderte Anlegestelle für Kleinfahrzeuge sowie Ver- und Entsorgungsmöglichkeiten.